# 新ミュンヘン国際見本市会場

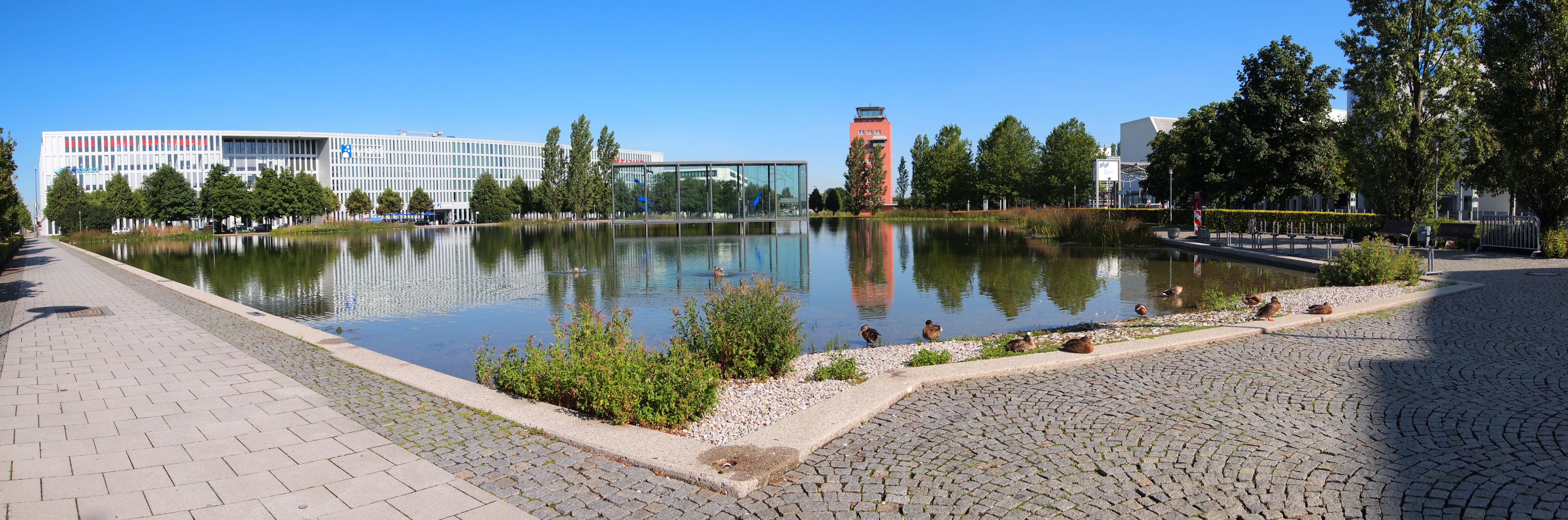

新ミュンヘン国際見本市会場（しんミュンヘンこくさいみほんいちかいじょう。Neue Messe München）は、ドイツのミュンヘンに所在する展示施設。運営者は、メッセ・ミュンヘン（Messe München GmbH）。

## 施設
旧リーム空港跡地に1998年に建設された。所在地は、「Messegelaende, D-81823 Muenchen, Germany」。
- 所在地：Messegelaende, D-81823 Muenchen, Germany
- 総面積：445,000 m2
- 屋内展示場面積：165,000 m2 （16ホール）
- 屋外展示場面積：280,000 m2

## アクセス
- 地下鉄：U2番線のメッセシュタット西駅（Messestadt West）またはメッセシュタット東駅（Messestadt Ost）下車。ミュンヘン中央駅より約20分。
- シャトルバス：ミュンヘン空港から約40分
- タクシー：ミュンヘン空港から約35分